# Frank Conrad
Frank Conrad (ur. 4 maja 1874 w Pittsburghu, zm. 11 grudnia 1941 w Miami) – amerykański inżynier i wynalazca, autor około 200 patentów. Jeden z pionierów radia, jako pierwszy prowadził stałą amatorską rozgłośnię radiową, projektant nadajnika pierwszej licencjonowanej stacji radiofonicznej KDKA.

## Życie i działalność

### Dzieciństwo i młodość
Fran Conrad urodził się w rodzinie mechanika kolejowego. Od najmłodszych lat przejawiał zainteresowanie pracami warsztatowymi i po ukończeniu lokalnej szkoły podjął w 1890 pracę w warsztatach serwisowych sklepów należących do Westinghouse Electric Company. Zwrócił na siebie uwagę i w 1897 został przeniesiony do zakładów doświadczalnych firmy.

### Westinghouse
Podczas swojej kariery w firmie Westinghouse okazał się bardzo pomysłowym konstruktorem i wynalazcą – otrzymał ponad 200 patentów. Do jego wczesnych osiągnięć należały mechanizmy węglowych lamp łukowych oraz ulepszenia mierników energii elektrycznej. Uzyskał również patenty na zegar elektryczny i domową lodówkę.
W 1904 został głównym inżynierem zakładów, pracował nad modernizacją mierników elektrycznych, central rozdzielczych i innego sprzętu elektrycznego. Około 1910 rozpoczął prace nad elektrycznym wyposażeniem samochodów i wynalazł regulator napięcia oraz układ automatycznego rozłączania rozrusznika.
W 1902 ożenił się z Florą Selheimer, mieli trójkę dzieci: Francisa, Crawforda i Jane.

### Wczesne prace radiowe
Conrad zainteresował się techniką radiową w 1912 i zbudował odbiornik odbierający oficjalne sygnały czasowe Obserwatorium Marynarki US Navy, transmitowane co wieczór przez stację NAA w Arlington. W 1916 otrzymał licencję umożliwiającą mu budowę własnego amatorskiego nadajnika radiowego. Otrzymał znak wywoławczy 8XK, który później stał się nazwą jego stacji radiowej. Gdy w kwietniu 1917 działalność radioamatorów została wstrzymana (ze względu na wojnę) Conrad otrzymał specjalne zezwolenie i testował sprzęt wojskowy. Westinghouse rozpoczął produkcję lamp elektronowych dla wojska, a Conrad zaprojektował dla US Army nadajnik radiowy SCR-69 i odbiornik SCR-70.

### KDKA

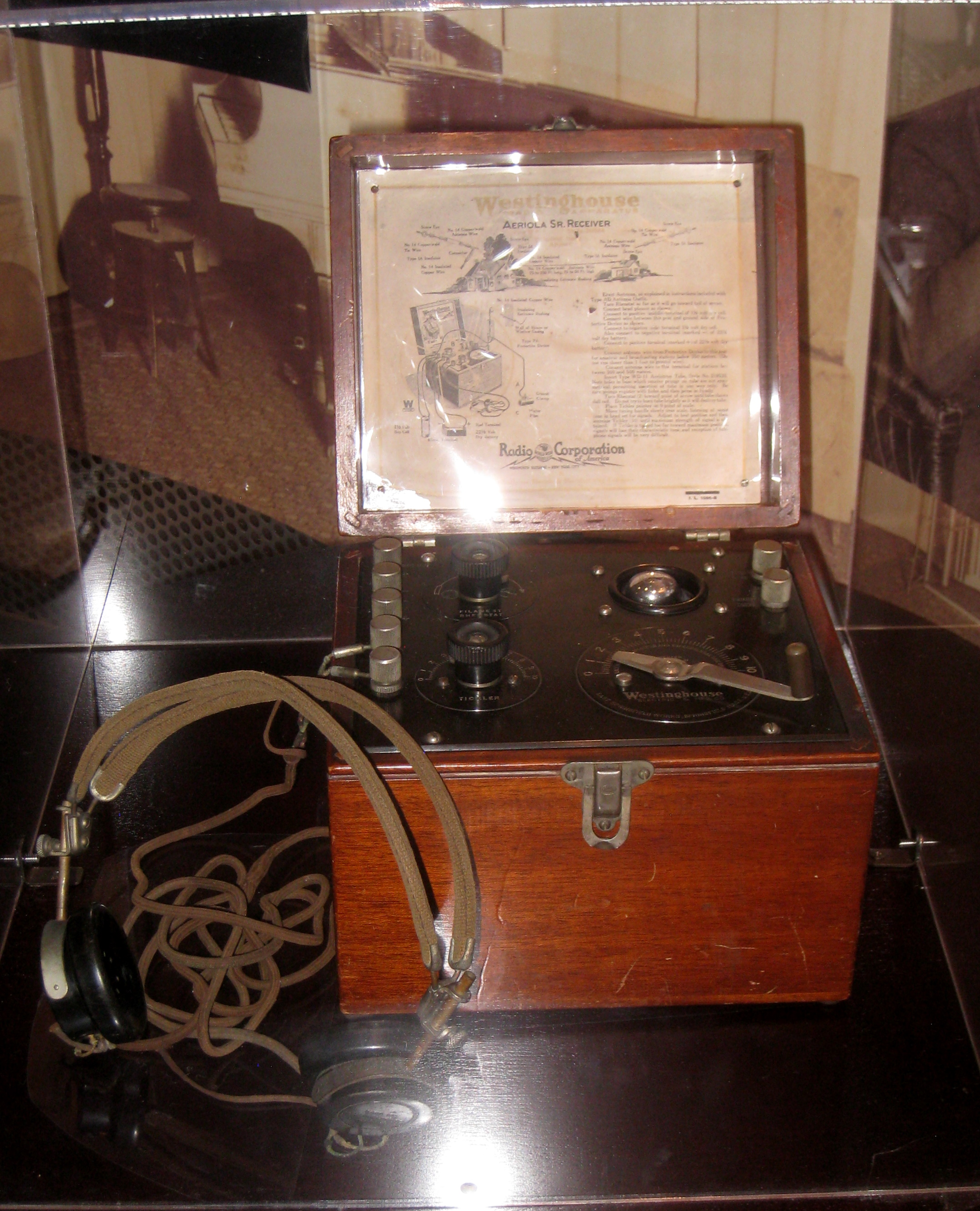
Popularny odbiornik radiowy firmy Westinghouse Aeriola Sr wprowadzony na rynek w 1921. Posiadał jedną lampę WD-11.

Po wojnie Conrad rozpoczął nadawanie ze swojego nadajnika muzyki. Pierwszą audycję wyemitował 17 października 1919 roku. Początkowo stacja 8XK nadawała nieregularnie, ale na skutek presji środowiska radioamatorów latem 1920 wprowadził stałe godziny, rozpoczął też nadawanie muzyki z płyt wypożyczonych z lokalnego sklepu muzycznego Brunswick, a w zamian nadawał jego reklamy. W ten sposób powstały pierwsze reklamy radiowe, a Conrad został pierwszym w historii dyskdżokejem.
Wzrastająca popularność audycji Conrada została zauważona przez władze Westinghouse Company i zaproponowano mu budowę większego nadajnika na terenie zakładów. Firmowa radiostacja otrzymała licencję w październiku 1920 i rozpoczęła nadawanie pod znakiem wywoławczym KDKA. Popularność radiostacji szybko rosła, wieczorem 2 listopada jako pierwsza nadała wyniki wyborów prezydenckich, wkrótce włączyła do swoich audycji sprawozdania z wydarzeń sportowych i religijnych. Spowodowało to ogromny wzrost popytu na odbiorniki radiowe, których jednym z głównych producentów był Westinghouse. Jako pierwszy rozpoczął on produkcję konsumenckich odbiorników radiowych: Aeriola Jr (kryształkowy) i Aeriola Sr (reakcyjny, z jedną lampą – triodą WD-11). Jesienią 1921 moc nadajnika zwiększono ze 100 W do 1 kW, nocą można było uzyskać odbiór na większości terenu USA. Sukces KDKA zachęcił wielu naśladowców i pod koniec 1922 nadawało już ponad 500 stacji radiofonicznych.

### Późne lata
W 1921 został głównym inżynierem firmy odpowiedzialnym za wszelkie sprawy związane z techniką radiową. Prowadził prace związane z techniką krótkofalową, zajmował się wzajemnymi zakłóceniami pomiędzy urządzeniami, antenami, zasilaniem urządzeń radiowych. W 1940 odszedł z zakładów Westinghouse'a na emeryturę, zmarł na atak serca w wieku 67 lat.

## Nagrody
Frank Conrad otrzymał najbardziej prestiżowe nagrody stowarzyszeń zawodowych inżynierów elektryków.
- W 1925 przyznano mu nagrodę Morrisa Liebmanna Institute of Radio Engineers (IRE) w uznaniu jego zasług w dziedzinie badań nad odbiornikami radiowymi i falami krótkimi.
- W 1928 został doktorem honoris causa uniwersytetu w Pittsburghu.
- W 1930 American Institute of Electrical Engineers (AIEE) przyznało Conradowi medal Edisona za wkład w rozwój radiofonii i techniki krótkofalowej.
- W 1936 AIEE przyznało mu medal Lamme'a za prace w dziedzinie miernictwa elektrycznego i systemów zabezpieczeń.